# Ocolul Pământului în 80 de zile
Ocolul Pământului în 80 de zile (în franceză Le tour du monde en quatre-vingts jours) este un roman clasic de aventuri scris de Jules Verne, publicat pentru prima dată sub formă de serial în Le Temps, între 6 noiembrie și 22 decembrie 1872 și publicat în volum în 1873. În poveste, londonezul Phileas Fogg, care și-a angajat recent un nou valet, pe francezul Passepartout, face un pariu cu prietenii săi din Reform Club că poate să facă ocolul pământului în 80 de zile.
Această călătorie extraordinară are la bază revoluționarea transporturilor, eveniment care marchează Secolul al XIX-lea și începutul revoluției industriale. Apariția noilor modalități de transport (calea ferată, vaporul cu aburi) și deschiderea canalului Suez în 1869 au scurtat distanțele, prin intermediul timpului necesar parcurgerii lor.

## Rezumat

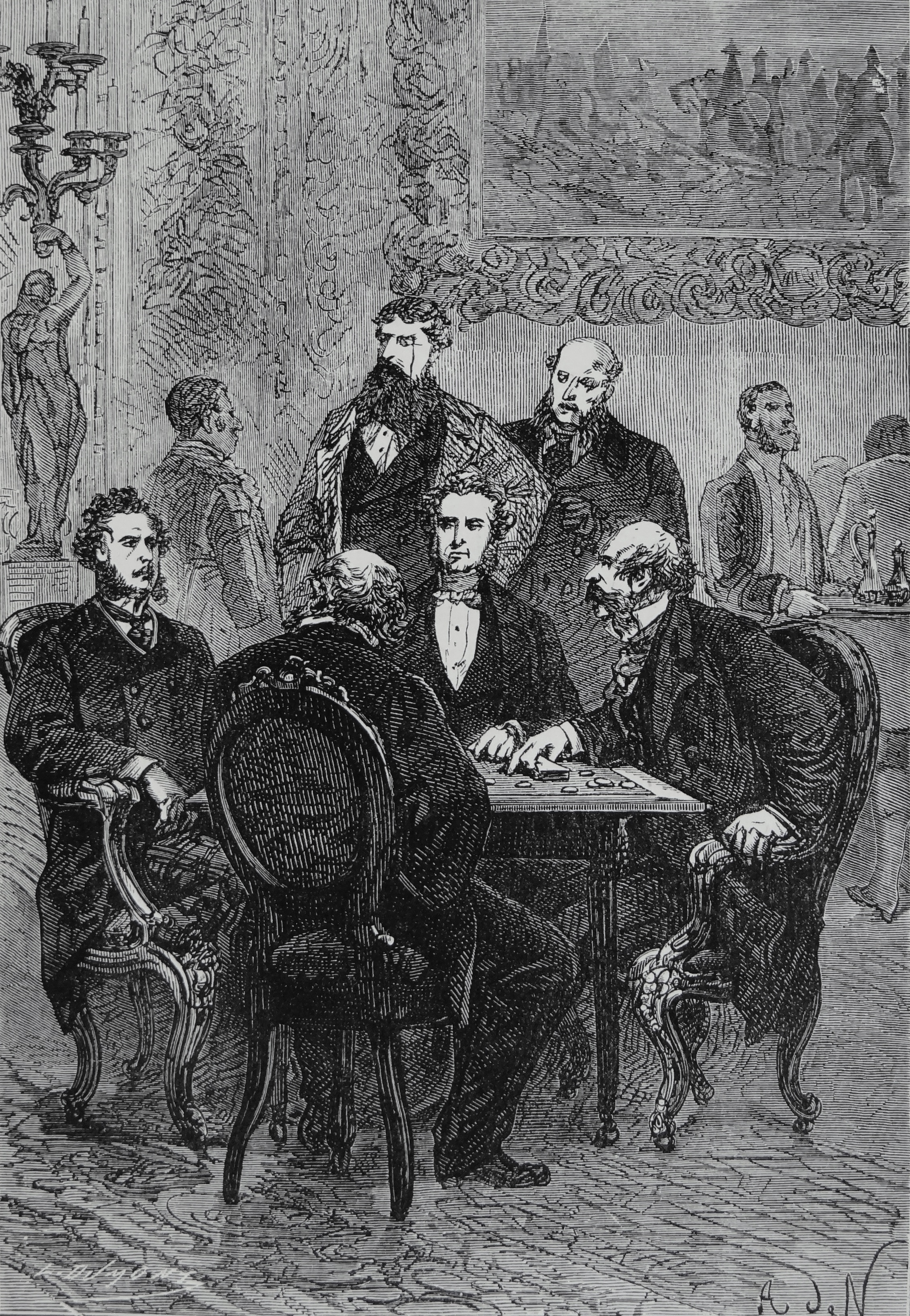
Fogg la Reform Club

Povestea începe la Londra, pe 2 octombrie 1872. Phileas Fogg este un gentleman necăsătorit, care locuiește la adresa 7 Savile Row din Burlington Gardens. În ciuda averii sale de origine necunoscută, domnul Fogg trăiește o viață modestă, cu tabieturi respectate cu precizie matematică. După cum se menționează în primul capitol, foarte puține se pot spune despre grupul de prieteni și cunoștințe ai domnului Fogg, în afara faptului că el este un membru al Reform Club. După ce și-a concediat valetul pentru că i-a adus apa de ras la temperatura de 84 de grade Fahrenheit, în loc de 86, domnul Fogg îl angajează pe francezul Passepartout, care are în jur de 30 de ani.
Mai târziu în aceeași zi, la Reform Club, Fogg se angajează într-o discuție cu privire la un articol din Daily Telegraph, care prevede faptul că deschiderea unui nou tronson de cale ferată în India face posibilă călătoria în jurul lumii în 80 zile. El face pariu pe 20.000 £ cu colegii săi de la Reform Club că va face ocolul lumii în acest interval de timp. Însoțit de valetul Passepartout, el pleacă cu trenul din Londra la 8:45 PM, pe 2 octombrie 1872, întoarcerea la Reform Club fiind stabilită pentru 21 decembrie 1872.
| De la Londra la Suez            | Cu trenul și vaporul | 7 zile  |
| De la Suez la Bombay            | Cu vaporul           | 13 zile |
| De la Bombay la Calcutta        | Cu trenul            | 3 zile  |
| De la Calcutta la Hong Kong     | Cu vaporul           | 13 zile |
| De la Hong Kong la Yokohama     | Cu vaporul           | 6 zile  |
| De la Yokohama la San Francisco | Cu vaporul           | 22 zile |
| De la San Francisco la New York | Cu trenul            | 7 zile  |
| De la New York la Londra        | Cu vaporul și trenul | 9 zile  |
| Total                           | Total                | 80 zile |

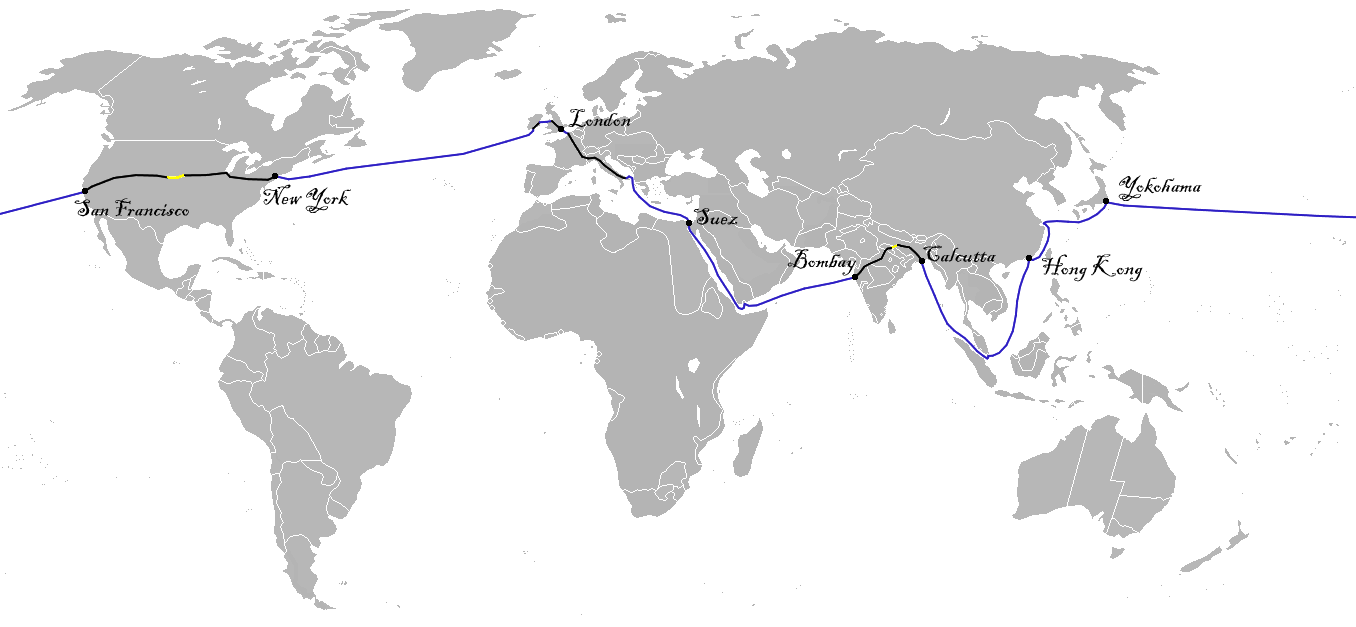
Traseul călătoriei

Fogg și Passepartout ajung la timp la Suez. În timp ce se îmbarcă pe vaporul din Egipt sunt urmăriți de un detectiv al Scotland Yardului, pe nume Fix, trimis de la Londra în căutarea unui hoț care a spart Banca Angliei.

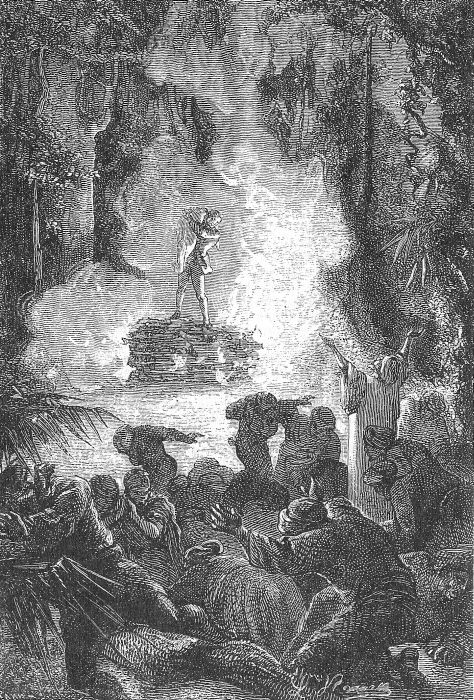
Salvarea Aoudei

Deoarece că Phileas Fogg se aseamănă cu spărgătorul căutat de Fix, pentru care el nu are mandat de arestare, Fix se îmbarcă la bordul vaporului de Bombay, în urmărirea lui. În cursul călătoriei, Fix se împrietenește cu Passepartout, fără să-și dezvăluie identitatea. Pe timpul voiajului, Fogg îi promite inginerului vasului o mare recompensă dacă ajunge la Bombay mai devreme. Ei ajung cu două zile înainte de termen.

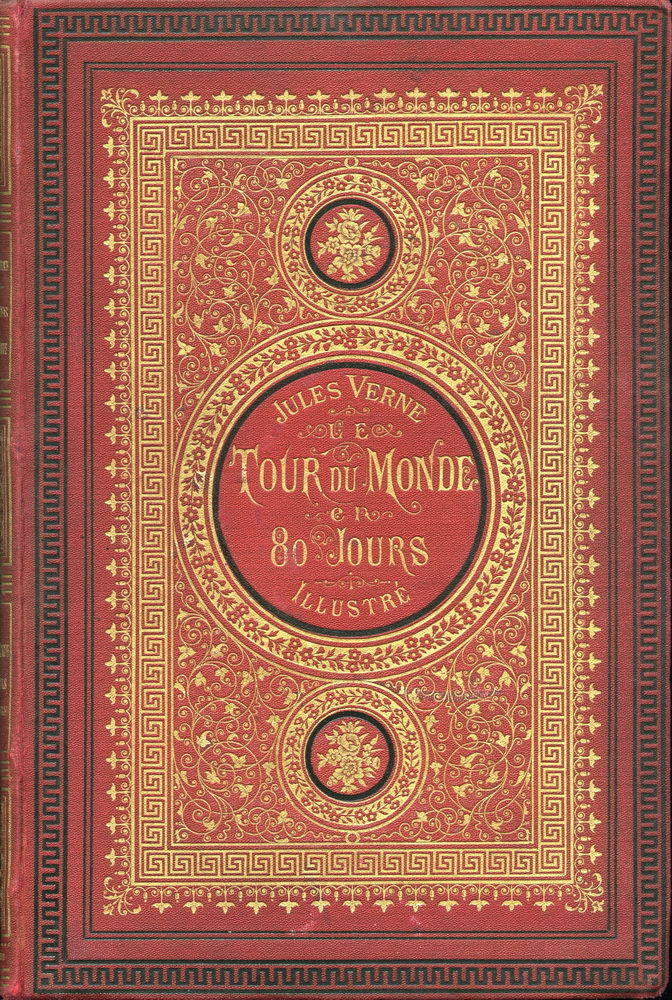
Imaginea reprezintă coperta ediției din 1873
Alte imagini se găsesc aici

Cu două zile câștigate, Fogg și Passepartout merg cu trenul de la Bombay până la Calcutta; Fix îi urmărește în continuare. După ce află că nu a fost finalizată construcția căii ferate, ei sunt obligați să parcurgă restul drumului până la Calcutta pe un elefant, pe care Phileas Fogg îl achiziționează la prețul de 2.000 de lire sterline.
În timpul călătoriei întâlnesc o procesiune sutty în care Auda, o tânără femeie Parsi, este condusă la un sanctuar unde urmează să fie arsă pe rug a doua zi de brahmani. Călătorii decid să-i salveze viața, căci tânăra fusese în mod evident drogată cu fum de opiu și de cânepă și astfel ea nu mergea de bună voie și nesilită de nimeni la rug. Ei urmăresc procesiunea de la templu, iar Passepartout ia în secret locul răposatului soț al Aoudei pe rugul de înmormântare, în ajunul zilei de sacrificiu. În timpul ceremoniei, el se ridică de pe rug, sperie preoții și o răpește pe tânăra femeie. Ca urmare a acestui incident, Fogg pierde cele două zile avans, dar nu regretă acest lucru.
În Hong Kong, Auda află că ultima sa rudă s-a mutat în Olanda, iar Fogg decide să o ia cu el în Europa. În același timp, în continuare, fără un mandat de arestare, Fix vede Hong Kong-ul ca fiind ultima lui șansă de a-l aresta pe Fogg pe teritoriu britanic. Pentru a preveni ca Passepartout să îl informeze pe stăpânul său cu privire la plecarea prematură a vaporului care va pleca în aceeași seară, Fix îl îmbată și droghează pe acesta cu fum de opiu. Cu toate acestea, Passepartout reușește să prindă vaporul de Yokohama, dar uită să îl informeze pe domnul Fogg.
Fogg descoperă a doua zi că a pierdut vaporul și se duce în căutarea unei alte nave, care să-l ducă la Yokohama. El găsește o barcă-pilot cu care, în compania Aoudei, merge până la Shanghai. De la Shanghai pornesc în călătorie prin China, găsind în cele din urmă la un vapor care îi duce la Yokohama. La Yokohama îl caută pe Passepartout, pe care îl găsesc într-un circ, încercând să-și câștige banii pentru călătoria spre casă.
De la Yokohama traversează Pacificul până la San Francisco. Fix îi promite lui Passepartout că acum, după ce au părăsit teritoriul britanic, el nu va mai încerca să îl întârzie Fogg, ci mai degrabă îl va sprijini să ajungă înapoi în Marea Britanie cât mai repede cu putință. La San Francisco, ei iau un tren până la New York, unde află că vaporul transatlantic care trebuia să îi ducă în Marea Britanie a plecat deja.
Fogg pornește să caute o alternativă pentru traversarea Atlanticului. El găsește un mic vas, cu destinația Bordeaux, iar căpitanul refuză să îi ducă la Liverpool, Fogg acceptând să meargă în Franța. După plecare, el mituiește echipajul să se răscoale și schimbă cursul pentru Liverpool. Mergând tot timpul cu toată viteza, barca rămâne fără combustibil. Fogg cumpără vasul la un preț foarte mare de la căpitan, apoi ordonă echipajului să ardă toate piesele din lemn pentru a avea combustibil. 

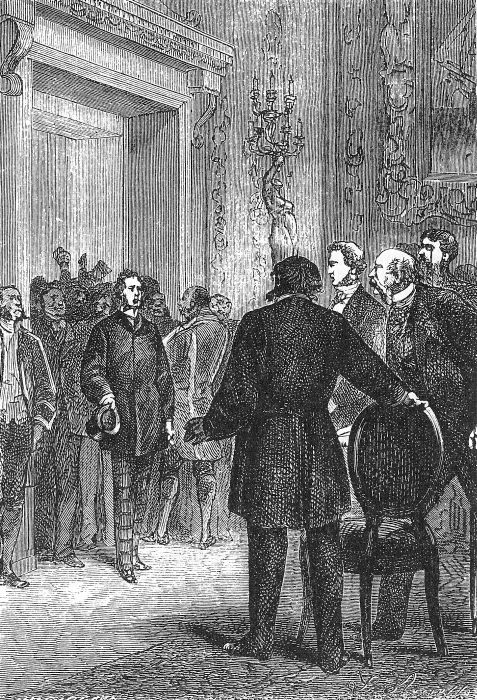
“Aici sunt, domnilor!”

Nava ajunge la Queenstown, în Irlanda, apoi călătorii merg spre Londra prin Dublin și Liverpool. Fix obține în sfârșit un mandat de arestare pentru Fogg și îl închide pe acesta pentru o scurtă perioadă de timp. Aflând ulterior că hoțul de la bancă fusese prins cu trei zile în urmă la Edinburgh, îl eliberează pe Fogg. Însă Fogg a pierdut deja trenul și se întoarce la Londra cu cinci minute întârziere, fiind sigur că a pierdut pariul.
A doua zi, în casa lui din Londra, el își cere scuze Aoudei pentru că a adus-o cu el, deoarece acum e sărac și nu are cum să o susțină financiar. Auda îi mărturisește că îl iubește și îl cere de soț, iar Passepartout este trimis să cheme preotul. De la preot, Passepartout află că, datorită faptului că au călătorit spre est (adică spre răsăritul soarelui), au câștigat o zi întreagă: acum nu e duminică, așa cum credeau ei, ci doar sâmbătă.
Passepartout îi comunică lui Fogg acest lucru și pornesc imediat spre Reform Club, ajungând tocmai la timp pentru a câștiga pariul. Fogg se căsătorește cu Auda și călătoria în jurul lumii se termină cu bine.

### Capitolele cărții
- Capitolul I În care Phileas Fogg și Passepartout se acceptă reciproc, unul ca stăpân, celălalt ca servitor
- Capitolul II În care Passepartout este convins că și-a găsit în sfârșit idealul
- Capitolul III În care începe o conversație care ar putea să-l coste scum pe Phileas Fogg
- Capitolul IV În care Phileas Fogg îl lasă cu gura căscată pe servitorul său Passepartout
- Capitolul V În care o nouă acțiune apare la Bursa londoneză
- Capitolul VI În care agentul Fix dă dovadă de o nerăbdare foarte îndreptățită
- Capitolul VII Care dovedește încă o dată inutilitatea pașapoartelor în raporturile cu poliția
- Capitolul VIII În care Passeartout vorbește, poate, ceva mai mult decât s-ar cuveni
- Capitolul IX În care Marea Roșie și Marea Indiilor se arată favorabile planurilor lui Phileas Fogg
- Capitolul X În care Passepartout e prea fericit să scape cu fața curată dintr-o încurcătură, pierzându-și numai ghetele
- Capitolul XI În care Phileas Fogg cumpără un animal de călărie la un preț de necrezut
- Capitolul XII În care Phileas Fogg și însoțitorii săi se aventurează prin pădurile Indiei și în care se vede ce va urma de aici
- Capitolul XIII În care Passepartout ne întărește părerea că norocul surâde celor curajoși
- Capitolul XIV În care Phileas Fogg coboară minunata vale a Gangelui, fără să-i dea prin minte să o admire
- Capitolul XV În care sacul cu bancnote se ușurează de alte câteva mii de lire
- Capitolul XVI În care Fix n-are de loc aerul să cunoască faptele despre care i se vorbește
- Capitolul XVII În care e vorba de unele și de altele în timpul traversării de la Singapore la Hong Kong
- Capitolul XVIII În care Phileas Fogg, Passepartout și Fix își văd fiecare de treburile lor
- Capitolul XIX În care Passepartout arată un prea viu interes stăpânului său, și în care se vede ce urmează de aici
- Capitolul XX În care agentul Fix intră în legătură directă cu Phileas Fogg
- Capitolul XXI În care căpitanul goeletei Tankadere e în mare primejdie de a pierde o primă de două sute de lire
- Capitolul XXII În care Passepartout constată că e bine să ai totdeauna ceva bani în buzunar, chiar și la capătul celălalt al pământului
- Capitolul XXIII În care nasul lui Passepartout se lungește peste măsură
- Capitolul XXIV În cursul căruia se traversează Oceanul Pacific
- Capitolul XXV În care se face o scurtă descriere a orașului San Francisco într-o zi de miting
- Capitolul XXVI În care se călătorește cu trenul expres pe Calea ferată a Pacificului
- Capitolul XXVII În care Passepartout ascultă cu o viteză de douăzeci de mile pe oră un curs de istorie mormonă
- Capitolul XXVIII În care Passepartout nu izbutește să facă înțeles limbajul rațiunii
- Capitolul XXIX În care se vor povesti întâmplări diverse, posibile numai pe rail-road-urile americane
- Capitolul XXX În care Phileas Fogg nu-și face decât datoria
- Capitolul XXXI În care inspectorul Fix ia foarte în serios preocupările lui Phileas Fogg
- Capitolul XXXII În care Phileas Fogg pornește lupta directă împotriva nenorocului
- Capitolul XXXIII În care Phileas Fogg se dovedește a fi la înălțimea împrejurărilor
- Capitolul XXXIV Care îi dă lui Passepartout prilejul să facă un joc de cuvinte teribil, dar poate inedit
- Capitolul XXXV În care Passepartout nu așteaptă să i se repete un ordin al stăpânului său
- Capitolul XXXVI În care Phileas Fogg este din nou foarte cotat la Bursă
- Capitolul XXXVII În care se dovedește că, făcând ocolul pământului, Phileas Fogg n-a câștigat altceva decât fericirea[2]

## Istoricul romanului
Ocolul Pământului în 80 de zile a fost scris într-o perioadă grea, atât pentru Franța, cât și pentru Verne. Era în timpul războiului franco-prusac (1870-1871), perioadă în care Verne a fost înrolat în Paza de Coastă, avea dificultăți financiare (nu îi fuseseră plătite drepturile de autor pentru lucrări anterioare), tatăl său murise de curând și asistase la o execuție publică, care îl impresionase. Cu toate acestea, Verne a fost încântat de activitatea sa la noua carte, ideea venindu-i într-o cafenea din Paris, în timp ce citea un ziar.
Inovațiile tehnologice din secolul al XIX-lea au făcut posibil ocolul globului rapid și mai ușor. În special terminarea primei rute feroviare transcontinentale din Statele Unite (1869), legătura de cale ferată de pe teritoriul indian (1870) și deschiderea Canalului Suez în 1869 au făcut ca o călătorie turistică în jurul lumii să fie, pentru prima dată, posibilă. Un alt motiv l-au constituit explorările și descoperirile care au dus la o creștere a confortului și siguranței. Oricine ar fi putut să elaboreze un plan pentru o călătorie în jurul lumii.
Verne este deseori caracterizat ca un autor futurist sau de literatură științico-fantastică, dar în această lucrare nu există nici o urmă de ficțiune științifică. Cartea este foarte populară în țările vorbitoare de limbă engleză, căci ea rămâne un memorabil portret, realizat de către un străin, al Imperiului Britanic „în care soarele nu apune niciodată”. Este interesant de observat că, până în 2006, lucrarea nu a fost niciodată criticată.
După ce cartea a fost tradusă în limba engleză de către Towle și d'Anver, mai multe persoane au încercat să îl imite pe Fogg, de multe ori impunându-și noi constrângeri:
1889 - Nellie Bly s-a angajat să călătorească în jurul lumii în 80 de zile pentru ziarul New York World. Ea a reușit să întreprindă călătoria în termen de 72 zile. Cartea sa care descria călătoria s-a vândut excepțional de bine.
1903 - James Willis Sayre, un critic de teatru din Seattle, a stabilit un record mondial pentru ocolul pământului, folosind exclusiv transportul public, încheindu-și excursia în 54 zile, 9 ore și 42 de minute.
1908 - Harry Bensley a făcut un pariu că dacă nu va face înconjurul lumii va purta o mască de fier pe față.
1988 - Grupul Monty Python din care a făcut parte și Michael Palin au efectuat o călătorie asemănătoare pentru emisiunea Travelogue, numită de Michael Palin: În jurul lumii în 80 de zile.
Începând cu primul zbor în spațiu (1961), un om poate întreprinde o circumnavigație suborbitală în doar 80 de minute.

## Teme abordate în cadrul romanului
- Fidelitatea (între altele, prin momentul în care Phileas renunță la călătoria sa pentru a pleca în ajutorul lui Passepartout, făcut prizonier de indienii sioux)
- Importanța onoarei și a cuvântului dat (regăsită și în Mihail Strogoff)
- Excentricitatea și caracterul flegmatic (în persoana lui Phileas Fogg)
- Cultura popoarelor întâlnite (în special sensul sacrificiului Aoudei, înainte de a fi salvată de Passepartout)
- Mărimea distanțelor de străbătut într-un timp limitat (considerații legate de "micșorarea" dimensiunilor Pământului)

## Lista personajelor
- Phileas Fogg - gentleman londonez flegmatic, bogat și enigmatic, cu o existență reglată minuțios
- Jean Passepartout - servitorul francez al lui Phileas Fogg, având treizeci de ani, fost acrobat
- Fix - polițist englez care este convins că Fogg a dat o spargere la o bancă
- Prințesa Auda - tânără indiancă frumoasă, viitoarea soție a lui Phileas Fogg
- Lord Albermale - paralitic bătrân care pariază în favoarea lui Phileas Fogg
- William Batulcar - directorul unei trupe de saltimbanci aflată în turneu în Japonia
- John Bunsby - căpitanul goeletei Tankadère
- Sir Francis Cromarty - ofițer britanic din armata Indiilor
- Samuel Fallentin - bancher care pariază pe eșecul lui Phileas Fogg
- Thomas Flanagan - berar care pariază pe eșecul lui Phileas Fogg
- James Forster - servitorul concediat de Fogg pentru că i-a adus apa pentru bărbierit la 84 °Fahrenheit, în loc de 86 °F
- Elder William Hitch - predicator mormon
- Jejeeh - unchiul prințesei Auda
- Kamerfield - candidat pentru postul de judecător de pace din San Francisco și adversar al lui Mandiboy
- Kiouni - elefantul cumpărat de Phileas Fogg
- Lord Longsferry - fostul stăpân al lui Passepartout
- Mandiboy - candidat pentru postul de judecător de pace din San Francisco și adversar al lui Kamerfield
- Mudge - conducător american de sanie
- Judecătorul Obadiah - judecătorul care îl condamnă pe Passepartout pentru că a intrat într-o pagodă fără a-și scoate pantofii
- Oysterpuf - grefierul judecătorului Obadiah
- Colonelul Stamp W. Proctor - colonelul cu care se luptă Fogg pe tren
- Gauthier Ralph - unul dintre administratorii Băncii Angliei
- Reverendul Décimus Smith - predicator mormon
- Căpitanul Andrew Speedy - căpitanul Henriettei, nava cumpărată de Phileas Fogg
- Andrew Stuart - inginer care pariază pe eșecul lui Phileas Fogg
- John Sullivan - bancher care pariază pe eșecul lui Phileas Fogg
- Reverendul Samuel Wilson - reverendul care binecuvântează mariajul dintre Phileas Fogg și prințesa Auda

## Adaptări

### Teatru
- În 1874, o piesă scrisă de Jules Verne și Adolphe d'Ennery s-a jucat la Théâtre de la Porte Saint-Martin din Paris, unde a fost prezentată de 415 ori.[3]
- În 1946 Orson Welles a realizat și a jucat în muzicalul Around the World, cu muzica și versurile aparținându-i lui Cole Porter, care nu era foarte fidel cărții lui Verne.
- Compania Electrecord, România a lansat teatrul radiofonic pe disc de vinil Ocolul Pământului în optzeci de zile, cu Radu Beligan în rolul lui Phileas Fogg și Ion Lucian în rolul servitorului Passepartout.
- Un alt muzical, 80 Days, regizat de Des McAnuff, conținând cântece compuse de Ray Davies de la The Kinks și un scenariu de Snoo Wilson, a fost jucat la Mandell Weiss Theatre din San Diego între 23 august și 9 octombrie 1988. Muzicalul a fost primit cu reținere, dar muzica multi fațetată a lui Ray Davies, regia lui McAnuff și jocul actorilor au fost apreciate, spectacolul câștigând premiul pentru "Cel mai bun muzical" din partea San Diego Theatre Critics Circle.[4]
- În 2001, povestea a fost pusă în scenă de americanul Mark Brown, în ceea ce a fost descris ca "o călătorie hilară cu 90 de mile pe oră, incredibil de creativă și nebună de tot", având în distribuție cinci actori care interpretează treizeci și nouă de personaje.
- Premiera unei adaptări muzicale a avut loc în martie 2007 la Fulton Opera House, Lancaster, muzica fiind semnată de Ron Barnett, scenariul de Julianne Homokay, iar regia de Robin McKercher.

### Film
- O parodie mută alb-negru din 1919 a regizorului Richard Oswald nu ascunde folosirea Germaniei ca și cadru pentru călătoria internațională; o parte din umorul filmului se bazează pe ideea că Fogg a călătorit în și în jurul Berlinului. În ziua de azi nu mai există copii ale filmului.
- Cea mai cunoscută versiune datează din 1956, cu David Niven și Cantinflas în fruntea unei distribuții numeroase. Mulți actori celebri au avut apariții episodice și o parte din plăcerea filmului este dată de depistarea lor. Filmul a primit cinci premii Oscar din nouă nominalizări, inclusiv acela pentru "Cea mai bună peliculă". Acest film este răspunzător pentru eroarea obișnuită de a crede că Fogg și însoțitorii săi au parcurs o parte a drumului cu balonul, episod care a fost inclus și în ecranizări ulterioare.
- În 1963 a fost lansată parodia The Three Stooges Go Around the World in a Daze, în care Moe Howard, Larry Fine și Joe DeRita sunt servitorii lui Phileas Fogg III (Jay Sheffield), strănepotul călătorului original. Când Phileas Fogg III este păcălit să calce pe urmele strămoșului său, Larry, Moe și Joe îl însoțesc, intrând într-o serie de probleme de-a lungul călătoriei.
- În 1983, ideea de bază a fost extinsă la un scop galactic în filmul japonez Ginga Shippu Sasuraiger, în care un grup de aventurieri călătoresc prin galaxie într-o navă similară unui tren care se poate metamorfoza într-un robot gigantic. Personajele călătoresc pe diferite planete și trebuie să se întoarcă într-un anumit interval de timp pentru a câștiga un pariu.
- Filmul a fost adaptat din nou pentru marele ecran în 2004 cu titlul Around the World in 80 Days, distribuția cuprinzându-i pe Jackie Chan în rolul lui Passepartout și pe Steve Coogan în cel al lui Fogg. Această versiune face din Passepartout eroul și hoțul comorii de la Bancă; personajul Fogg este un inventator excentric care pariază cu un savant rival că poate călători în jurul lumii cu mijloacele de transport ale acelor vremuri.

### Televiziune
- Într-unul din episoadele serialului de televiziune american Have Gun – Will Travel, intitulat "Fogg Bound", eroul seriei, Paladin (Richard Boone), îl însoțește pe Phileas Fogg (Patric Knowles) într-una din etapele călătoriei sale. Episodul a fost lansat de CBS pe 3 decembrie 1960.
- În 1989 a fost realizat un miniserial de televiziune în trei părți, intitulat Around the World in 80 Days, cu Pierce Brosnan în rolul lui Fogg, Eric Idle în cel al lui Passepartout, Peter Ustinov în cel al lui Fix și câteva vedete de televiziune în roluri episodice. Eroul călătorește pe o rută puțin diferită decât cea din carte, iar scenariul include în poveste câteva celebrități contemporane, nemenționate în carte.
- BBC și Michael Palin (din Monty Python) au creat în 1989 Michael Palin: Around the World in 80 Days, un serial de călătorii care urmărește traseul cărții. A fost una dintre multele emisiuni de acest gen realizate de Michael Palin împreună cu BBC, marcând o tranziție cu succes comercial de la fosta lui carieră comică. Ultima serie cu format similar a fost Michael Palin's New Europe, din 2007.
- În 2009, BBC One a lansat un spectacol în șase părți intitulat Around the World in 80 Days, în care douăsprezece celebrități încearcă să călătorească în lume pentru a sprijini acțiunea "Children in Need".

### Animație
- An Indian Fantasy Story a fost o coproducție franco-engleză nefinalizată din 1938, cuprinzând pariul de la Reform Club și salvarea prințesei.[5]
- Around the World in 79 Days a fost o parte a spectacolului studioului Hanna-Barbera The Cattanooga Cats între 1969 și 1971.
- Around the World in 80 Days a fost realizat în 1972 de studioul american Rankin/Bass și cel japonez Mushi Production ca parte a seriei Festival of Family Classics.
- Un serial de desene animate, intitulat Around the World in 80 Days a avut parte de un sezon în 1972 la Australian Air Programs International. NBC a lansat serialul în Statele Unite în sezonul 1972-73 al emisiunii Saturday mornings.
- Puss 'N Boots Travels Around the World a fost un anime din 1976 al celor de la Toei Animation
- Înconjurul lumii în 80 de zile cu Willy Fog a fost un desen animat din 1981 al studioului spaniol BRB Internacional, care a avut parte în 1993 de un al doilea sezon. În această serie personajele sunt animale vorbitoare și, deși adaugă unele personaje noi și face modificări superficiale ale poveștii originale, rămâne una dintre cele mai fidele adaptări ale cărții făcute pentru marele sau micul ecran. Spectacolul a câștigat fani în Finlanda, Marea Britanie, Germania și Spania. Primul sezon este reprezintă "Ocolul Pământului în 80 de zile", iar al doilea "O călătorie spre centrul Pământului" și "20.000 de leghe sub mări", toate trei fiind cărți scrise de Jules Verne.
- Tweety's High-Flying Adventure este un desen animat din 2000 al studiourilor Warner Brothers, cuprinzând personajele Looney Tunes. Desenul divaghează de la povestea originală, dar ideea centrală rămâne, unul dintre cântecele filmului fiind Around the World in Eighty Days. Tweety nu trebuie doar să călătorească în jurul lumii, dar trebuie să adune și 80 de amprente, totul în timp ce este urmărit de Motanul Sylvester.
- "Around the World in 80 Narfs" este un episod din Pinky and the Brain, în care Brain pretinde că poate efectua călătoria în mai puțin de 80 de zile. Astfel, el vrea să devină noul prim ministru al Marii Britanii, considerând că acesta este modul cel mai rapid de a lua în stăpânire lumea.
- Într-un episod din House of Mouse, Mickey Mouse încearcă să își dobândească moștenirea acceptând un pariu de a călători în jurul lumii în 80 de zile, ajutat de Goofy.

### Expoziții
- "Around the World in 80 Days", Institute of Contemporary Arts, Londra 2006